# Clayhatchee
Clayhatchee är en kommun (town) i Dale County i Alabama. Vid 2020 års folkräkning hade Clayhatchee  466 invånare.